# Norio Torimoto
Norio Torimoto (japanska: 鳥本 範雄), född 1948, är en origami-konstnär. Han föddes i Japan och bor nu i Sverige. Han är en av de mest kända representanterna för origamikonst. Sedan 1971 har han varit representerad i museer, utställningar och deltagit i andra evenemang där japansk kultur har varit i fokus.

## Erkännande
Torimoto erkändes för sin konst 1991 vid Nippon Origami Association World Exhibition. Torimoto utnämndes till Origami Master av Nippon Origami Association, en av nio i världen, på nyårsdagen, 2000. Torimoto har varit involverad i origamiprojekt runt om i världen i länder som USA, Ungern, Kina, Polen, Lettland, Italien, Tyskland och Sverige.

## Professionella prestationer
1987 fick Torimoto i uppdrag att skapa en origami-panda, symbol för World Wildlife Foundation (WWF). Han hade äran att presentera pandan för kung Carl XVI Gustaf av Sverige.
Extremt intresserad av matematik föreläser Torimoto vid Royal Institute of Technology i Stockholm, flera universitet i Japan, Danmark och Storbritannien, med ämnen som ”Origami - Geometrisk lösning som visuell taktil uppfattning”. Torimoto tillbringar också sina dagar med att lära både lärare och unga barn avancerad matematik genom sin origami.
Han designade hemmakonsten för Eniros telefonkataloger 2009 i Sverige. Bland hans origamikreationer finns figurer som Pippi Långstrump, Björn Borg, Boris Jeltsin, Olof Palme, samt den tidigare svenska statsministern Göran Persson.